# Omphalotus nidiformis
Omphalotus nidiformis är en svampart som först beskrevs av Miles Joseph Berkeley, och fick sitt nu gällande namn av O.K. Mill. 1994. Omphalotus nidiformis ingår i släktet Omphalotus och familjen Marasmiaceae.   Inga underarter finns listade i Catalogue of Life.

## Källor

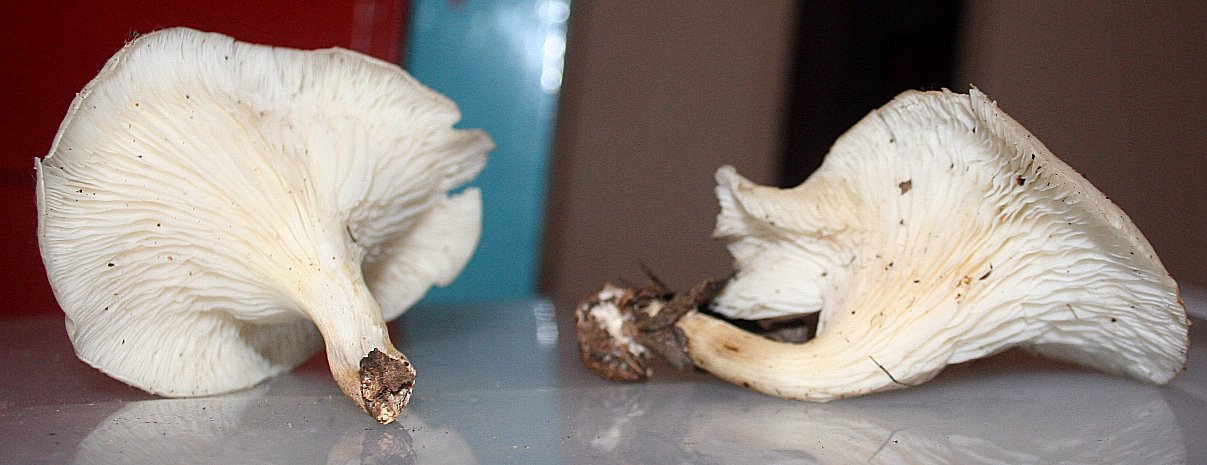
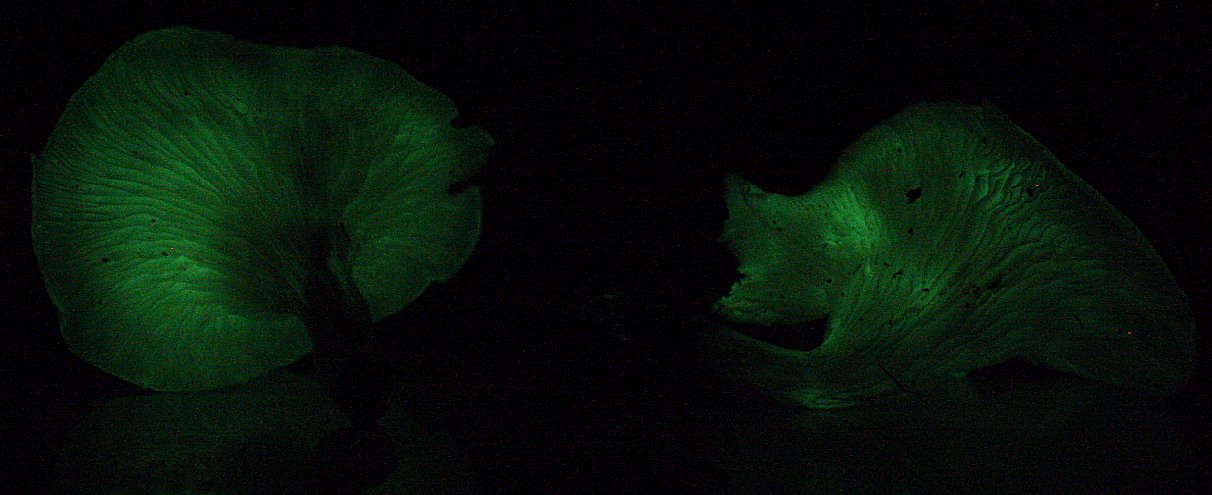